# Eurostar Automobilwerk
Eurostar Automobilwerk was een 50–50 joint venture van het Amerikaanse Chrysler en het Oostenrijkse Steyr-Daimler-Puch. Het betrof een autoassemblagefabriek in het Oostenrijkse Graz.

## Geschiedenis

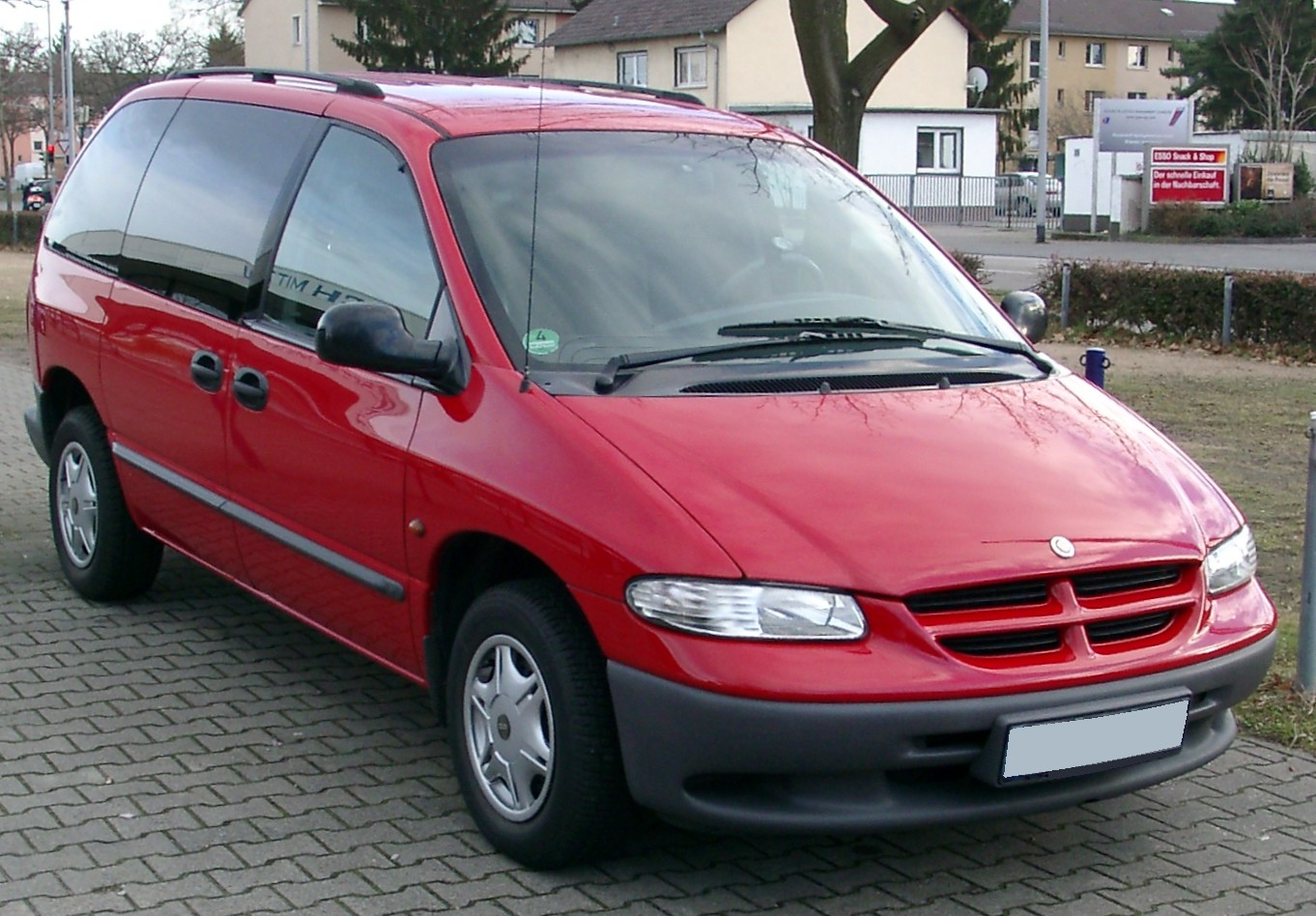
3e generatie Chrysler Voyager

Eind jaren 1980 had Chrysler het moeilijk op de Amerikaanse markt en besloot zijn winstgevende Europese tak uit te bouwen. Hiertoe ging het samen met Steyr-Daimler-Puch een autofabriek bouwen in Oostenrijk. De joint venture werd op 3 maart 1992 opgericht. De bouw van de fabriek begon al in maart 1990. Op 29 april 1992 werd hij officieel geopend met een capaciteit van 50.000 auto's per jaar.
De fabriek begon met de productie van de populaire Chrysler Voyager en Grand Voyager mpv voor de Europese markt. Dit model werd voordien ingevoerd uit de Verenigde Staten. Tegen 1994 had Chrysler bijna een kwart van de Europese markt voor mpv's in handen.
In 1998 werd Chrysler overgenomen door het Duitse Daimler-Benz en werd DaimlerChrysler gevormd. Datzelfde jaar verkreeg het Canadese Magna International een meerderheidsbelang in Steyr-Daimler-Puch. In juni 1999 verkocht Magna zijn aandeel in Eurostar aan DaimlerChrysler. Die breidde de fabriek uit om ook de PT Cruiser te maken. Die productie begon in juli 2001 maar werd het jaar nadien al beëindigd omdat de kosten veel hoger waren dan die van Toluca Assembly in Mexico, en omdat het efficienter was om het model op één plaats te produceren.
Op 6 juli 2002 verkocht DaimlerChrysler de fabriek aan het Canadese Magna International. Magna bracht de fabriek onder in Magna Steyr, samen met het naastgelegen Steyr-Fahrzeugtechnik waar de Jeep Grand Cherokee en Mercedes-Benz M-Klasse gebouwd werden. Op 20 juli 2002 werd Eurostar Automobilwerk opgeheven. De productie van de Voyager werd stilgelegd en twee maanden later hervat in de fabriek van Steyr-Fahrzeugtechnik. De Eurostar-fabriek werd vervolgens verbouwd om de BMW X3 te gaan assembleren.